# Banerema
Banerema ist ein osttimoresischer Ort im Suco Dau Udo (Verwaltungsamt Cailaco, Gemeinde Bobonaro). Er befindet sich im Norden der Aldeia Cauloco Lete, auf einer Meereshöhe von 306 m. Das Dorf liegt auf den äußersten Ausläufern des Foho Nunulau, dessen Gipfel sich im Suco Guenu Lai weiter südlich befindet. Im Westen Norden und Osten fällt das Land etwa 30 bis 50 Meter steil ab zum Fluss Timerema und einem seiner kleinen Zuflüssen. der Timerema ist ein Nebenfluss des Nunura. Nördlich des Timerema liegt das Nachbardorf Gerotete, weiter nördlich Sah-Heu, der Hauptort des Sucos. Eine kleine Piste führt auf dem Foho Nunulau nach Südwesten zu einer weiteren kleinen Siedlung.